# Badjävlar
Badjävlar är en svensk TV-film från 1971, i regi av Christian Lund och manus av Lars Molin.

## Handling
Filmen handlar om exploateringen av småstäder på Ostkusten såsom sommarnöjen åt förmögna Stockholmsdirektörer. Filmen tar uppenbart ställning för lokalbefolkningen, i synnerhet den lokala arbetarklassen, som körs över i jakten på sommarbostäder. Genom hela filmen används trubadurinslag (Finn Zetterholm och Bengt Sändh) som avbrott eller pauser i handlingen.

## Om filmen
Filmen, som var direktskriven för TV, är inspelad i Öregrund och Östhammar och visades första gången på TV1 den 28 april 1971. Bortsett från att filmen inte beskriver sommargästerna på något särskilt sympatiskt sätt, väckte filmen uppmärksamhet för sin dräpande satiriska beskrivning av hur de fasta invånarna och de invaderande sommargästerna hämningslöst råkar i luven på varandra. "Badjävlar" blev ett koncept med Ernst Günther som den motbjudande urtypen för förmögna män som jagar attraktiva fastigheter till sitt sommarboende.

## Rollista (urval)
- Ernst Günther – Per Sjöstrand, direktör
- Gun Jönsson – Gun Sjöstrand
- Anders Nyström - Gunnar Nilsson, socialdemokrat
- Kim Anderzon – Modell
- Per-Axel Arosenius – Byggbasen
- Wanja Basel
- Brita Billsten – Ulla
- Gösta Bredefeldt – Lindgren
- Carl-Axel Elfving – Förman på bygget
- Sture Ericson – Polischefen
- Leif Forstenberg – Sven
- Åke Fridell – Konstnären
- Manne Grünberger – Mäklaren
- Sven Holmberg – Svensson, järnhandlare
- Tommy Johnson – Brodde, polis
- Maj-Britt Lindholm
- Oscar Ljung – Blomgren
- Börje Nyberg – Tandläkare
- Katarina Sjöberg
- Bernt Ström – Trähandlare
- Allan Svensson - Evas pojkvän
- Bengt Sändh - Trubadur
- Ragnar Thell – Kommunalordförande
- Curt Broberg - Affärsbekant
- Chris Wahlström - Affärsbekantingens fru
- Finn Zetterholm - Trubadur
- Inga Ålenius - Ellen Svensson
- Birger Åsander – Arbetskamrat
- Britt Örnehed – Sonja

## Musik i filmen
Filmen har återkommande sånginslag med Finn Zetterholm och Bengt Sändh, bland annat sången "Sådan är kapitalismen".